# Парк-Лейн (Огайо)
Парк-Лейн (англ. Park Layne) — переписна місцевість (CDP) в США, в окрузі Кларк штату Огайо. Населення — 4248 осіб (2020).

## Географія
Парк-Лейн розташований за координатами 39°53′17″ пн. ш. 84°2′22″ зх. д. / 39.88806° пн. ш. 84.03944° зх. д. (39.888137, -84.039387).  За даними Бюро перепису населення США в 2010 році переписна місцевість мала площу 3,79 км², уся площа — суходіл.

## Демографія
Згідно з переписом 2010 року, у переписній місцевості мешкали 4343 особи в 1556 домогосподарствах у складі 1184 родин. Густота населення становила 1145 осіб/км².  Було 1654 помешкання (436/км²).
Расовий склад населення:
| - 94,6 % — білих - 0,7 % — чорних або афроамериканців - 0,3 % — корінних американців - 0,3 % — азіатів - 0,1 % — вихідців з тихоокеанських островів - 2,1 % — осіб інших рас |

До двох чи більше рас належало 1,9 %. Частка іспаномовних становила 4,1 % від усіх жителів.
За віковим діапазоном населення розподілялося таким чином: 28,8 % — особи молодші 18 років, 60,0 % — особи у віці 18—64 років, 11,2 % — особи у віці 65 років та старші. Медіана віку мешканця становила 34,4 року. На 100 осіб жіночої статі у переписній місцевості припадало 97,1 чоловіків;  на 100 жінок у віці від 18 років та старших — 95,8 чоловіків також старших 18 років.
Середній дохід на одне домашнє господарство  становив 51 367 доларів США (медіана — 45 086), а середній дохід на одну сім'ю — 52 139 доларів (медіана — 46 238). Медіана доходів становила 42 370 доларів для чоловіків та 29 702 долари для жінок. За межею бідності перебувало 20,1 % осіб, у тому числі 32,8 % дітей у віці до 18 років та 14,0 % осіб у віці 65 років та старших.
Цивільне працевлаштоване населення становило 2072 особи. Основні галузі зайнятості: роздрібна торгівля — 16,7 %, освіта, охорона здоров'я та соціальна допомога — 16,4 %, виробництво — 12,6 %, мистецтво, розваги та відпочинок — 11,5 %.